# Dario De Luca
Dario De Luca (Cosenza, 1968) è un attore, regista teatrale, drammaturgo e pedagogo italiano.

## Biografia
Formatosi attraverso i corsi di formazione professionale della Regione Calabria, prosegue la sua formazione con Alfonso Santagata, Laura Curino e Armando Punzo, e lavora con Remondi e Caporossi.
Nel 1992 con Saverio La Ruina fonda a Castrovillari la compagnia Scena Verticale. La compagnia frutto di enormi sacrifici si impegna a portare il teatro nella città, facendo appassionare e partecipare in toto moltissimi studenti castrovillaresi, i quali svolgeranno diverse rappresentative teatrali che in ambito cittadino riscuoteranno notevole successo, degno di nota lo spettacolo "Coro", testo che racconta l'olocausto recitato dai bambini presso i locali del cinema Ciminelli.
Da lì in avanti la sua attività artistica si sposa quasi completamente con quella della compagnia con la quale approfondisce un personale metodo di scrittura scenica che punta da sempre ad un'analisi della sottocultura meridionale e di tutte le sue contraddizioni, delle storture che essa innesca, passando anche per una rilettura caustica e grottesca di alcuni grandi classici della scena. È presente, con gli spettacoli della compagnia, nei maggiori festival e teatri italiani e all’estero. 
Dal 1999 è direttore artistico, con Saverio La Ruina, di Primavera dei Teatri, festival sui nuovi linguaggi della scena contemporanea.
Dal 2011 inizia una collaborazione con Giuseppe Vincenzi su dei progetti di Teatro-Canzone. L'intenzione è quella di provare a rinnovare il "genere", inventato da Giorgio Gaber e Sandro Luporini, prendendone le rispettose ma dovute distanze e provando a sviluppare una personale cifra stilistica.
Attento ai processi di trasformazione sociale e culturale che caratterizzano la nostra epoca, rivolge particolare attenzione al mondo giovanile con esperienze di teatro aperte agli studenti frequentanti Istituti di ogni ordine e grado. Opera nel campo del sociale con progetti di laboratorio finalizzati al recupero di soggetti svantaggiati e/o considerati a rischio. Rivolge particolare attenzione ai ragazzi con disabilità, con i quali dal 1999 conduce laboratori permanenti di educazione all'espressività.
Nel 2001 vince, con Scena Verticale, il Premio Bartolucci per una realtà nuova e nel 2003 il Premio della Critica Teatrale assegnato dall'Associazione Nazionale dei Critici Teatrali.
Nel 2009 il festival Primavera dei Teatri vince il Premio UBU.
Nel 2011 vince il Premio Antonio Landieri "Teatro d'Impegno Civile", nella categoria Migliore Attore per l'interpretazione dello spettacolo: U Tingiutu.
Nel 2012 è fondatore e frontman della Omissis Mini Orchestra con la quale intraprende un proficuo percorso di teatro-canzone e vince il Premio Musica contro le mafie 2012 con il brano musicale Il male minore.
Nel 2013 riceve, con Saverio La Ruina e Settimio Pisano, il Premio Kilowatt Titivillus organizzato da Kilowatt Festival “per la direzione del festival Primavera dei Teatri: per qualità del lavoro, idee messe in campo, forza della proposta artistica, capacità di accoglienza, trasparenza e correttezza professionale”.
Nel 2017 con lo spettacolo Il vangelo secondo Antonio vince il primo premio per la migliore regia al Premio per il Teatro e la Drammaturgia Tragos – Ernesto Calindri XIII edizione. Sempre nel 2017 il testo Il vangelo secondo Antonio ottiene una segnalazione al Premio Fersen alla drammaturgia 2017 - XIII edizione.

## Teatro
- 1995 Il mondo di Arlecchino (in seguito Capitan Giangurgolo), una lezione-spettacolo sulla Commedia dell'Arte.
- 1996 La stanza della memoria (testo segnalato al Premio Nazionale Teatrale "Città di Reggio Calabria 1996").
- 1998 de-viados
- 2000 Hardore di Otello
- 2004 Kitsch Hamlet (testo segnalato nel 2005 al Premio Ugo Betti).
- 2006 Elettra. Tre variazioni sul mito
- 2007 Luigi Sturzo. Le tre male bestie
- 2009 U Tingiutu. Un Aiace di Calabria (Premio Antonio Landieri – Teatro di Impegno Civile 2011 per il “Miglior Attore”; spettacolo finalista al Premio Antonio Landieri 2001 nella categoria “Migliore Spettacolo”; testo finalista nel 2009 al Premio Riccione per il Teatro).
- 2012 Morir sì giovane e in andropausa con la Omissis mini Orchestra (spettacolo vincitore del Premio RomaR.I.P.arte 2013 come miglior spettacolo di teatro-canzone e teatro-politico).
- 2014 Va pensiero che io ancora ti copro le spalle
- 2014 Scanti di Natale con la Omissis mini Orchestra.
- 2014 Il suono delle farfalle
- 2016 Il vangelo secondo Antonio (spettacolo vincitore, per la migliore regia, del Premio per il Teatro e la Drammaturgia Tragos - Ernesto Calindri XIII edizione;  testo segnalato al Premio Fersen 2017 XIII ed.)
- 2018 Il diario di Adamo ed Eva
- 2019 Lo psicopompo con Milvia Marigliano (Premio Ubu 2019 per il “Miglior Progetto Sonoro”; Premio Sipario Centro Attori - categoria “due personaggi” - al Concorso Autori Italiani 2018)
- 2019 Re Pipuzzu fattu a manu. melologo calabrese, liberamente tratto dalla fiaba calabrese Re Pepe raccolta da Letterio Di Francia
- 2020 Aspettiamo senza avere paura domani – omaggio a Lucio D.
- 2023 Bella Ciao – genesi e trasformazione di un mito, una conferenza-spettacolo sulla canzone omonima
- 2023 I 4 desideri di Santu Martinu. favolazzo osceno adatto ad essere recitato dopo i pasti, liberamente tratto da fabliaux anonimi medievali

### Altre opere di Scena Verticale
- 2002 Amleto ovvero Cara mammina
- 2006 Dissonorata. Delitto d'onore in Calabria (vincitore del Premio UBU)
- 2009 La Borto (vincitore del Premio UBU)
- 2011 Italianesi (vincitore del Premio UBU)
- 2015 Polvere
- 2016 Masculu e Fìammina
- 2023 Via del Popolo

## Filmografia

### Attore
- Peperoni, regia di Giuseppe Gagliardi - cortometraggio (2001)[1]
- Caino, regia di Claudio Giovannesi - cortometraggio (2002)[2]
- La vera leggenda di Tony Vilar, regia di Giuseppe Gagliardi (2006)
- Boris - Il film, regia di Giacomo Ciarrapico, Mattia Torre e Luca Vendruscolo (2010)
- Scale Model, regia di Fabrizio Nucci e Nicola Rovito (2015)
- Lo sport nazionale, regia di Andrea Belcastro - cortometraggio (2022)
- Imma Tataranni - Sostituto procuratore, regia di Kiko Rosati e Francesco Amato - serie TV, episodi 3x03-3x04 (2023)
- Bologna brigante, regia di Giuseppe Martone Junior (2024)
- Chi ha ucciso Giovanni Losardo?, regia di Giulia Zanfino - documentario (2024)

### Regista
- Casignana - Il profumo del tempo, coregia con Ciccio Aiello, Andrea Belcastro - documentario (2023)